# Jason Woolley
Jason Douglas Woolley (* 27. Juli 1969 in Toronto, Ontario) ist ein ehemaliger kanadischer Eishockeyspieler, der im Verlauf seiner aktiven Karriere zwischen 1988 und 2007 unter anderem 797 Spiele für die Washington Capitals, Florida Panthers, Pittsburgh Penguins, Buffalo Sabres und Detroit Red Wings in der National Hockey League auf der Position des Verteidigers bestritten hat. Seinen größten Karriereerfolg feierte Woolley im Trikot der kanadischen Nationalmannschaft mit dem Gewinn der Silbermedaille bei den Olympischen Winterspielen 1992.

## Karriere
Der 1,83 m große Verteidiger begann seine Karriere im Team der Michigan State University im Spielbetrieb der National Collegiate Athletic Association, bevor er beim NHL Entry Draft 1989 als 61. in der dritten Runde von den Washington Capitals ausgewählt (gedraftet) wurde.
Zunächst pendelte der Linksschütze drei Jahre lang zwischen dem NHL-Franchise der Capitals und den Washington-Farmteams in der American Hockey League, zur Saison 1994/95 wechselte Woolley schließlich zu den Florida Panthers, bei denen er schnell zum Stammpersonal gehörte. Über die Pittsburgh Penguins gelangte der Kanadier 1997 zu den Buffalo Sabres, für die er mehr als fünf Jahre lang auf dem Eis stand und die er während der Saison 2002/03 in Richtung Detroit Red Wings verließ.
Während des Lockouts 2004/05 spielte Woolley für die Flint Generals in der United Hockey League, nach der Saison 2005/06 wechselte er von den Red Wings nach Malmö, wo er seine Karriere nach einer Spielzeit beendete.

### International
Mit der kanadischen Eishockeynationalmannschaft gewann Jason Woolley beim olympischen Eishockeyturnier 1992 in Albertville die Silbermedaille, nachdem die Mannschaft das Finale gegen das Team der GUS mit 1:3 verloren hatte.

## Erfolge und Auszeichnungen
| - 1989 CCHA-Meisterschaft mit der Michigan State University - 1989 CCHA All-Rookie Team - 1990 CCHA-Meisterschaft mit der Michigan State University - 1991 CCHA Best Offensive Defenseman | - 1991 CCHA First All-Star Team - 1991 NCAA First All-American Team - 1994 Calder-Cup-Gewinn mit den Portland Pirates |

### International
- 1992 Silbermedaille bei den Olympischen Winterspielen

## Karrierestatistik

### International
Vertrat Kanada bei:
- Olympischen Winterspielen 1992
- Weltmeisterschaft 1992

(Legende zur Spielerstatistik: Sp oder GP = absolvierte Spiele; T oder G = erzielte Tore; V oder A = erzielte Assists; Pkt oder Pts = erzielte Scorerpunkte; SM oder PIM = erhaltene Strafminuten; +/− = Plus/Minus-Bilanz; PP = erzielte Überzahltore; SH = erzielte Unterzahltore; GW = erzielte Siegtore; 1 Play-downs/Relegation; Kursiv: Statistik nicht vollständig)